# Eteromania

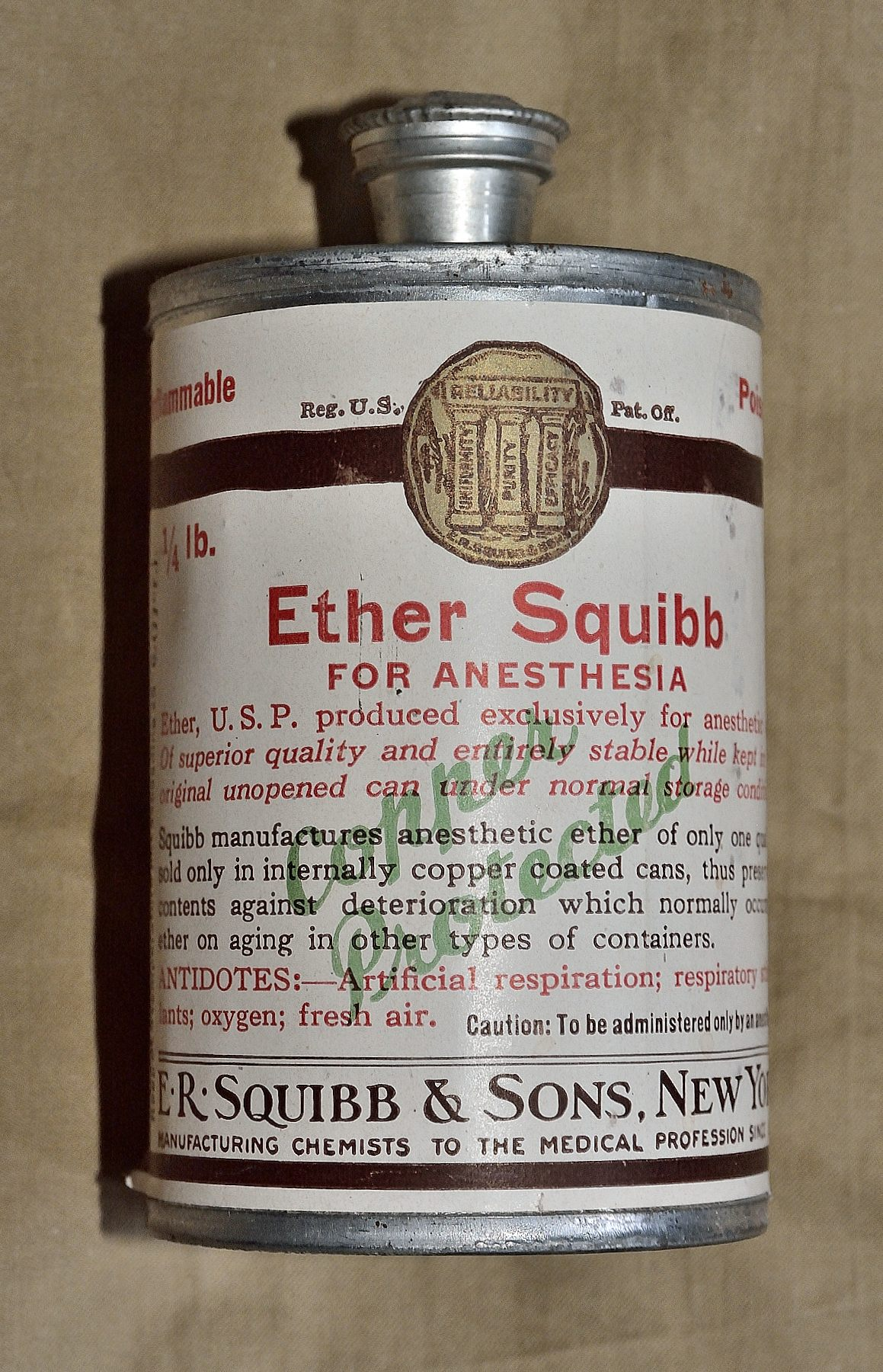
Przedwojenna buteleczka eteru do narkozy firmy E.R. Squibb & Sons

Eteromania (narkomania eteryczna) – uzależnienie od wąchania lub picia eteru dietylowego, zwanego potocznie po prostu „eterem”.

## Historia
Spożywanie eteru w celach niemedycznych rozwinęło się w latach 90. XIX wieku w Stanach Zjednoczonych, Północnej Irlandii, Rosji, Francji, Norwegii. Również w Polsce w dwudziestoleciu międzywojennym narkomania eteryczna stanowiła istotny problem społeczny. Picie eteru oraz płynów pochodnych (kropli Hoffmanna, anodynki) było rozpowszechnione na masową skalę przede wszystkim na Górnym Śląsku. Według badań ankietowych przeprowadzonych w latach 30. XX wieku w niektórych śląskich wsiach eter piło nawet kilkadziesiąt procent uczniów szkół powszechnych. Nauczyciele relacjonowali, iż niejednokrotnie przychodziło im odsyłać do domu odurzone narkotykiem dzieci. Powszechne picie eteru przez górników doprowadziło do wydania zakazu dopuszczania do pracy w kopalni ludzi w stanie podniecenia eterowego (główną przyczyną była obawa wzniecenia pożaru). Lekarze zakładowi otrzymali nakaz drastycznego ograniczenia zakupu eteru i jego mieszanek do przyfabrycznych ambulatoriów. W walkę z piciem eteru był zaangażowany Kościół katolicki – nałóg był częstym tematem kazań. Zjawisko picia eteru występowało także na Suwalszczyźnie, Huculszczyźnie, Beskidach, Kujawach, Pomorzu i okolicach Częstochowy.
Eter pochodził głównie z przemytu z Niemiec. Przemycano go przez granicę polsko-niemiecką, czasem również z terenu Czechosłowacji. Lokalne władze szacowały skalę przemytu na tysiące kilogramów rocznie. Eter przenoszony był głównie przez mieszkańców rejonów przygranicznych. Do transportu przez „zieloną granicę” używano też specjalnie tresowanych psów. Zarówno ludzie, jak i psy, przenosili „towar” w wypukłych blaszankach o specjalnie wyprofilowanym kształcie, przylegających ściśle do ciała i przymocowanych doń rzemieniami, zwane w miejscowej gwarze przemytniczej blachanami. Czasem posługiwano się skrytkami w samochodach, odnotowano też przypadki transportu kolejką linową, rozpiętą nad graniczną rzeką.
Eter rozwożono po wsiach furmankami, dystrybucją zajmowali się wędrowni handlarze, kataryniarze, żebracy. Na terenie poszczególnych wsi eter rozdzielany był detalicznie w umówionych lokalach, zwanych kapliczkami. Były to zarazem miejsca sprzedaży, jak i spożywania eteru. Zdarzało się przy tym wiele nieszczęśliwych wypadków z powodu nieostrożnego obchodzenia się z ogniem.

## Konsumpcja
Konsumpcja eteru przybierała rozmaite formy, począwszy od picia w stanie czystym, z sięganiem od czasu do czasu po wodę, „na przepitkę”. Był to najbardziej skuteczny sposób, ale i dość niebezpieczny: eter jest bardzo lotny, a stan wrzenia osiąga już w temperaturze 35 stopni Celsjusza; w tej postaci gazowej powoduje czkawkę, a w skrajnych przypadkach może doprowadzić do pęknięcia ścianki żołądka. Eter rozcieńczano zwykle gotowaną wodą, z dodatkiem cukru, cynamonu albo miodu i goździków. Poszczególne „kapliczki” miały własne, pilnie strzeżone receptury na sporządzanie tych oszałamiających mikstur. Często, zwłaszcza w środowiskach robotniczych, wśród górników, pijano eter z kawą lub sokiem malinowym. Inne odnotowane sposoby konsumpcji to wdychanie oparów oraz wlewanie go do ucha.

## Ustawodawstwo
W 1923 Sejm RP zakazał sprzedaży eteru na cele konsumpcyjne, za naruszenie zakazu groziły pozbawienie wolności do 5 lat  bądź wysoka grzywna lub obie kary. W 1928 eter został zakwalifikowany oficjalnie jako narkotyk – rozciągnięto na niego obowiązywanie ustawodawstwa antynarkotykowego. Wymienione surowe kary  obowiązywały odtąd nie tylko za przemyt i handel eterem, ale także za jego posiadanie.
W drugiej połowie lat 30. problem eteromanii wzbudzał duże zainteresowanie mediów i instytucji państwowych. W maju 1936 z inicjatywy Polskiego Komitetu ds. Narkotyków i Zapobiegania Narkomanii, działającego przy Ministerstwie Pracy i Opieki Społecznej, zwołana została w Katowicach specjalna konferencja w sprawie eteromanii.
Wg art. 29 ustawy z 1951 za wyrób, przerób, wywóz za granicę, przywóz z zagranicy, przewóz, przechowanie lub wprowadzenie do obrotu środków odurzających bez zezwolenia lub wbrew jego warunkom groziły więzienie do lat 5 i grzywna łącznie, art. 5 zaliczał do takich środków eter etylowy i zawierające go mieszaniny. 

## Objawy
Pierwszym efektem odurzenia eterem jest stan ekscytacji, podniecenia, euforii, potem często przechodzi w fazę szału, następnie zamroczenia i snu z halucynacjami.

## Przesądy
W powszechnym przekonaniu ludności spożywanie eteru miało dobroczynne skutki. Twierdzono, że narkotyk miał być rzekomo uniwersalnym środkiem przeciwko wszelkim chorobom.